# Miio
Miio är en svensk tonårspopgrupp, bildad av producenterna i Tetrapop i mitten av 2003. Gruppen skördade listframgångar i Sverige åren 2003-2005.
De då 18-åriga Josefine Willers och Mia Schotte gjorde det året en cover av Per Gessles låt "När vi två blir en". Låten blev en framgång och sålde guld på några veckor.[källa behövs] Gruppen gjorde 2003 även en cover på Lasse Tennanders låt "Ska vi gå hem till dig". Coveralbumet På vårt sätt hade stora framgångar och gruppen fick sammanlagt tre guldskivor 2004.[källa behövs]
Mia Schotte med Josefine Willers släppte ett nytt album, Fever, bestående av en del engelska coverlåtar samt nyskrivna poplåtar på engelska.[källa behövs]
Josefine Willers och Mia Schotte återkom som Miio året 2017.
2022 i bildandes även gruppen Super Femmes där Miio ingår tillsammans med Therese Grankvist (Drömhus), Emilia Mitiku och Denise Lopez.

## Diskografi

### Album
- På vårt sätt - 2003
- Fever - 2004

### Singlar
- När vi två blir en/När vi två blir en (instrumental) - 2003 (med Daddy Boastin')
- Ska vi gå hem till dig/Ska vi gå hem till dig - 2003 (med Ayo på A-sidan)
- Girls Just Want to Have Fun/Girls Just Want to Have Fun (karaokeversion)/Girls Just Want to Have Fun (video) - 2004 (med Dita)
- Once/So Emotional - 2005